# Гнучка виробнича система

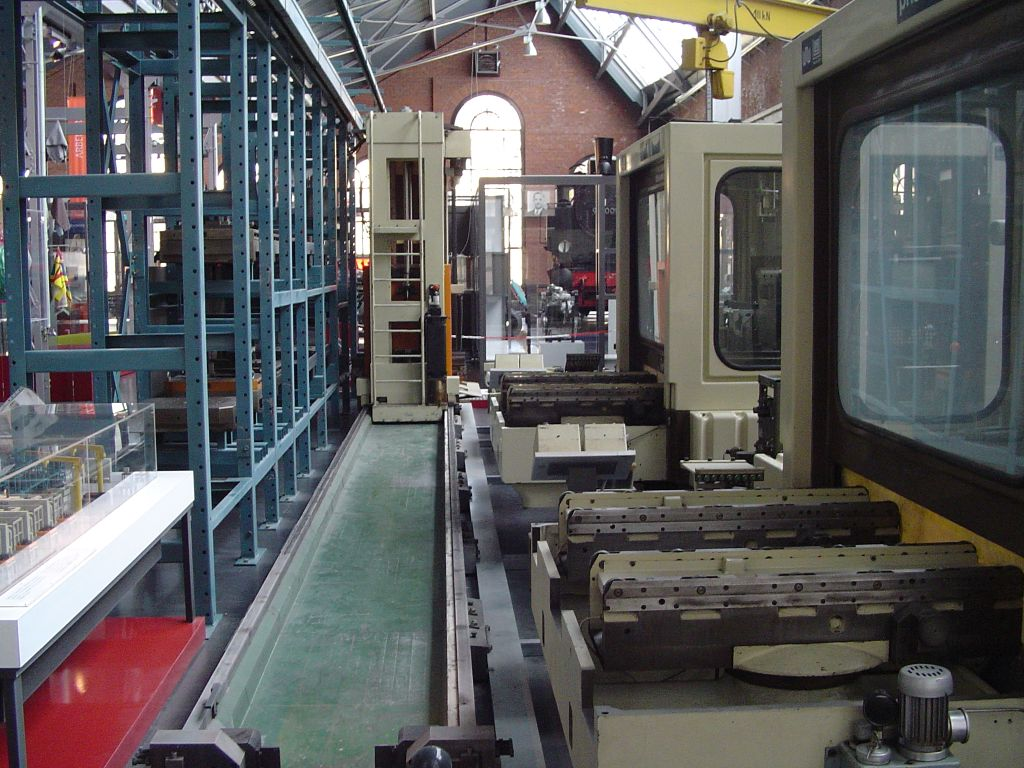
Типова гнучка виробнича система

Гнучка́ виробни́ча систе́ма (ГВС) — керований засобами обчислювальної техніки комплекс технологічного обладнання, що автоматично адаптовується до змін у програмі виробництва.
До складу ГВС входять гнучкі виробничі модулі (ГВМ) та/або гнучкі виробничі осередки (ГВО), автоматизована система технологічної підготовки виробництва (АСТПВ) та система забезпечення функціонування (СЗФ). Застосовується в середньосерійних та великосерійних виробництвах.
Гнучкі́ виробни́чі систе́ми (галузь знань) — галузь науки і техніки, котра охоплює розроблення і дослідження методів структуроутворення, проектування, моделювання та вивчення властивостей складних розподілених у просторі автоматизованих систем виробничого призначення, побудова яких ґрунтується на використанні устаткування, що програмно переналагоджується, та інтеграції процесів наскрізного технологічного циклу з проектуванням виробів, технологічною підготовкою виробництва й автоматизованим управлінням виробництвом.

## Компоненти ГВС
Гнучкий виробничий модуль (ГВМ) — одиниця технологічного обладнання, що має автономне програмне керування та автоматично здійснює задані технологічні операції. ГВМ здатен працювати автономно, у складі гнучкого виробничого осередку або гнучкої виробничої системи.
Гнучкий виробничий осередок (ГВО) — комплекс декількох гнучких виробничих модулів та системи забезпечення функціонування, що керується засобами обчислювальної техніки та здійснює сукупність технологічних операцій. ГВО здатен працювати автономно та у складі гнучкої виробничої системи.
Система забезпечення функціонування (СЗФ) ГВС і ГВО — сукупність взаємопов'язаних автоматизованих систем, які забезпечують керування технологічним процесом, переміщенням предметів виробництва і оснастки.

## Класифікація ГВС

### За організаційною структурою
За організаційною структурою ГВС можуть класифікуватись наступним чином:
- Гнучка автоматизована лінія (ГАЛ) — ГВС, в якій технологічне обладнання розташоване в прийнятній послідовності технологічних операцій[1][2].
- Гнучка автоматизована дільниця (ГАД) — дільниця цеху, технологічне устатковання якого складається здебільшого з гнучких виробничих систем, осередків та модулів[1].
- Гнучкий автоматизований цех (ГАЦ) — цех заводу, що складається здебільшого з гнучких автоматизованих дільниць[1], що виготовляє вироби заданої номенклатури[2].
- Гнучкий автоматизований завод (ГАЗ) — виробництво, інтегроване засобами обчислювальної техніки та яке складається здебільшого з гнучких виробничих систем для вироблення продукції в умовах її удосконалення та змінної потреби[1].

### За комплектністю виготовлення виробів
- Операційні

- Предметні

- Вузлові

### За технологічними ознаками
За технологічними ознаками механічної обробки ГВС поділяють на дві групи:
- До першої відносять ГВС, що випускають великі серії виробів вузького спектра з високою продуктивністю. Вироби характеризуються високою мірою технологічної та конструктивної подібності.

- До другої відносять ГВС, що випускають вироби широкої номенклатури. Вироби характеризуються технологічною різноманітністю.

### За методами обробки виробів
- Зварювальні

На зварювальних виробництвах використовуються ГВМ зварки з використанням промислових роботів для автоматизації процесу зварювання, загрузки-розгрузки зварювальних автоматів та контактних зварювальних машин.
- Термічні

- Ливарні

- Механообробні

## ГВС у народному господарстві
Значення наукових і технічних проблем гнучких виробничих систем для народного господарства полягає у створенні й удосконаленні методів і засобів технологічного, інформаційного та математичного забезпечення, які підвищують рівень гнучкості й автоматизації виробничих процесів, забезпечують їх автономне функціонування у різних галузях народного господарства. Як наслідок, досягається підвищення продуктивності, надійності, ритмічності та поліпшення інших показників діяльності як окремих автоматизованих технологічних одиниць, так і інтегрованих систем загалом, а також створюються умови для усунення людини зі сфери працемістких і небезпечних робіт та інтелектуалізації її діяльності.

## Наукові дослідження
Напрямки досліджень:
- Створення і модифікація методів, алгоритмів і програм проектування й моделювання складних розподілених у просторі гнучких систем виробничого призначення та їх компонентів.
- Розроблення методів моделювання і планування, математичного, алгоритмічного й програмного забезпечення завдань синтезу складних розподілених у просторі гнучких систем виробничого призначення, що відрізняються фізичними принципами реалізації, конструктивною та технологічною базами виконання, складом функціональних засобів й устаткуванням, технічним призначенням і методами керування на різних рівнях ієрархічної структури.
- Оптимізація параметрів структури та режимів роботи окремих компонентів і гнучких виробничих систем загалом за енергетичними критеріями, показниками продуктивності, собівартості й надійності.
- Розроблення фізичних моделей і проектування компонентів інтегрованих гнучких виробничих систем для різних галузей виробництва.
- Створення й розроблення методологічних засад використання гнучких засобів промислової робототехніки з елементами штучного інтелекту у виробничих, технологічних та організаційно-технічних процесах.
- Дослідження методів і засобів технологічного, математичного, інформаційного, технічного забезпечення гнучких виробничих систем з автоматичним формуванням програм їх функціонування.